# Falce (arma)
Falce da guerra (war scythe in lingua inglese; Kriegssense in lingua tedesca; faux de guerre in lingua francese; kosa bojowa in lingua polacca) è il vocabolo indicante, genericamente, un qualunque tipo di arma bianca, manesca o inastata, ottenuta partendo dalla lama di una falce o di un falcetto.

Nello specifico, per falce da guerra s'intende un'arma inastata sviluppata nel Medioevo e rimasta in uso, in Europa orientale, alle milizie di contadini per tutto il XIX secolo.

## Storia

### Origini
Il primo popolo dell'Antichità a fare un uso sistematico della falce quale arma da guerra furono i Traci.

Le armi a lama ricurva, affilata sul lato concavo, sviluppate da questa popolazione furono di vario tipo: la falce da guerra vera e propria, la romfaia, arma inastata con lama di falce ma dalla curvatura non marcata quanto la falce da guerra, e la sica, una sorta di falcetto da guerra (ensis falcatus, falcata o falx supina in latino).
I persiani montarono invece lame di falce sulle ruote delle loro bighe, creando i carri falcati per cercare di riequilibrare il rapporto di forze tra cavalleria e fanteria messo in crisi dalla fanteria pesante dei Greci, la falange oplitica. La schiacciante vittoria di Alessandro Magno nella Battaglia di Gaugamela (331 a.C.) dimostrò però che l'epoca dei carri da guerra era definitivamente cessata.
Una sottile lama di falce, affilata sia sul lato convesso che su quello concavo, immanicata in un'elsa in legno ad una mano era invece arma distintiva delle fanterie del Regno di Axum (I secolo a.C.-X secolo): lo shotel.
Nell'Estremo Oriente, nel frattempo, il falcetto passava dalla pratica lavorativa all'ambito bellico senza modifiche di linea. Il kama giapponese, in uso con altro nome anche in Cina, Corea ed Indonesia, è un falcetto a tutti gli effetti, privo di particolari accorgimenti volti a migliorarne le peculiarità. Versione più raffinata fu il Kusarigama, un kama con annessa catena e sfera in metallo a mo' di mazzafrusto. Entrambe le armi sono oggi ancora in uso nelle arti marziali orientali ma, date le ridotte dimensioni della lama, non rientrano a pieno titolo nella tipologia della falce da guerra.
Eredi della tradizione militare dei Traci, i Daci dell'attuale Romania, portarono a pieno sviluppo il modello "classico" della falce da guerra nella falce dacica e continuarono a fare largo uso delle sicae. La falce dacica, capace di infrangere il grande scutum dei legionari o di strapparlo via dalle mani dei nemici, era una sorta di ibrido tra la spada e la falce vera e propria. Al tempo della Conquista della Dacia da parte dell'imperatore Traiano, il pericolo per l'incolumità dei legionari costituito dalle falci dei daci costrinse l'esercito romano ad adottare particolari misure: l'elmo legionario venne rinforzato per proteggere il capo dalla letale falcata discendente e si diffuse la pratica di aggiungere alla corazza dei soldati, la lorica segmentata, delle protezioni per le braccia. Diversi esemplari di falci da guerra a due mani ornano il basamento della Colonna di Traiano, monumento fatto erigere dall'optimus princeps per commemorare la sua vittoria sui daci. Il fregio che copre la colonna ci mostra però sempre dei guerrieri daci ritratti con lo scudo, il che esclude, per loro, l'uso della falce da guerra a due mani. Chi dei soldati brandisce una falce, ne brandisce una di piccole dimensioni, una sica. Il monumento fatto erigere da Traiano in Romania, per commemorare la sua vittoria sui daci nella Seconda Campagna Dacica (105 d.C.), il Tropaeum Traiani, mostra invece diversi guerrieri barbari armati con falci da guerra a due mani.
L'Esercito romano sviluppò una sua particolare falce da guerra da impiegarsi però non nelle mischie ma durante gli assedi. La falce murale romana era infatti una sorta di variante dell'ariete utilizzata per strappare intonaco e pietre dalle mura al fine di sgretolarle. Gli altri tipi di falce da guerra, soprattutto la sica, vennero assimilate dagli antichi romani per arricchire la panoplia dei gladiatori.

### Medioevo ed Età Moderna
A partire dal Basso Medioevo, quando la rinata importanza delle forze di fanteria portò alla rapida diffusione di nuove e varie armi inastate, la grande falce messoria, "arma" d'elezione del contadino, funse immediatamente da modello per lo sviluppo della falce da guerra quale oggi la conosciamo. Come il suo modello più raffinato, il falcione poi passato in uso a corpi di fanteria d'élite, la falce da guerra era un'arma dalla grande capacità di taglio grazie all'ampio "momento angolare" di cui la lama inastata poteva godere.
Interessante è poi il caso della spada-falce appartenuta a Thomas Müntzer (1489–1525), l'animatore della Guerra dei contadini tedeschi del 1524-1526. Unico esemplare nel suo genere, costituì forse l'archetipo per un nuovo tipo di arma bianca manesca facilmente reperibile innestando una lama di falce sull'elsa di una spada.
La falce da guerra inastata godette di un florido revival a partire dal XVII secolo.

Le truppe realiste britanniche si erano servite della falce nella Battaglia di Sedgemoor (6 luglio 1685). La popolazione rurale della Confederazione polacco-lituana ricorse massicciamente all'uso di quest'arma in occasione dell'invasione svedese nota come "Il Diluvio" (1655-1660) e durante la celebre Rivolta di Kościuszko (1794) durante la quale, nella Battaglia di Racławice, i picchieri polacchi armati di falci ebbero ragione dell'artiglieria dell'Impero russo - fu a celebrazione di tale vittoria che l'architetto polacco Chrystian Piotr Aigner scrisse il suo Krótka nauka o kosach i pikach (it. "Breve trattato sulla falce e la picca"). In quei medesimi anni, anche i contadini francesi facevano un abile e mortifero uso delle falci nelle prime due Guerre di Vandea (1793-1796), mentre un decennio prima era toccato ai contadini magiari durante la Rivolta di Horea, Cloșca e Crișan (1784-1785).
Ancora nel XIX secolo, la kosa bojowa venne massicciamente usata dai polacchi nelle varie rivolte contadine fomentate dai moti rivoluzionari democratici anti-russi di quegli anni: fond. Rivolta di Novembre (1830—1831) e Rivolta di Gennaio (1863-1865). L'arma era ancora in uso durante le Rivolte nella Slesia (1919-1921) ma venne dismessa nel 1939 quando i Polscy kosynierzy di Gdynia furono armati di fucile invece che di falce.

Parimenti, le fanterie dell'Impero etiope, erede nominale dell'antico Axum, fecero uso dello shotel sino ai grandi conflitti mondiali del XX secolo.

## Costruzione
La falce da guerra vera e propria è un'arma inastata avente:
- manico in legno lungo oltre 150 cm, solitamente proporzionato all'altezza dell'utente;
- lama di falce diritta, spesso dotata di un rebbio ad angolo retto dipartente dalla gorbia.

## Tipologia
- Falcione, variante "raffinata" della falce inastata contadina, affilata sul lato convesso;
- Falx, la grande falce da guerra dei Daci;
- Gancio da assedio o "Falce murale", lunga arma in asta con pesante lama di falce usata negli assedi;
- Romfaia;
- Shotel, la spada-falce dell'Abissinia;
- Sica (Ensis falcatus in latino), spada con lama di falcetto, affilata su ambo i lati, arma d'elezione del gladiatore trace;
- Spada-falce, variante dell'ensis falcatus apparso durante il Rinascimento nel Sacro Romano Impero Germanico.

## Galleria d'immagini

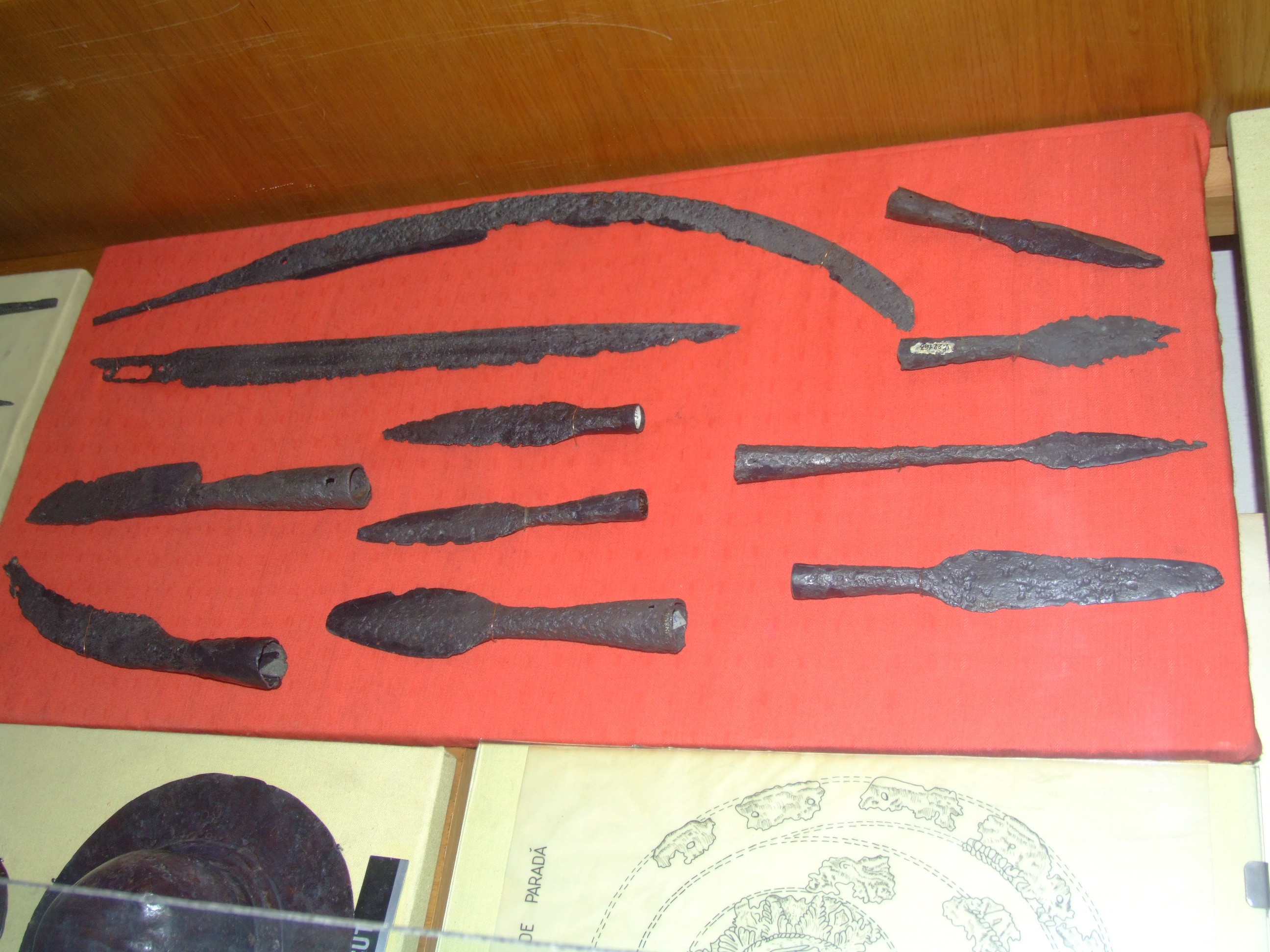
Lama di falce da guerra del tempo dei Daci
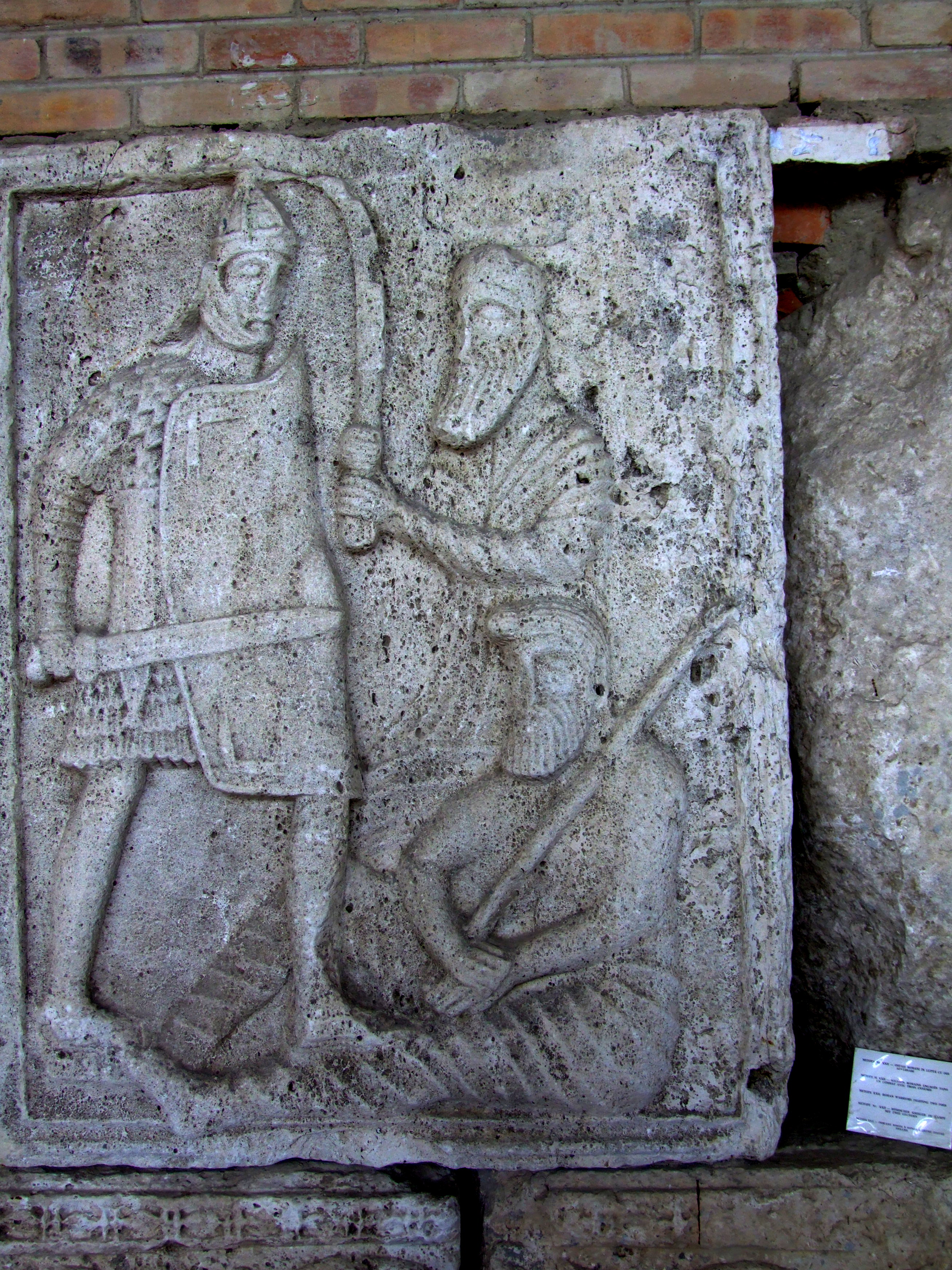
Guerriero dace con falce da guerra dal Tropaeum Traiani
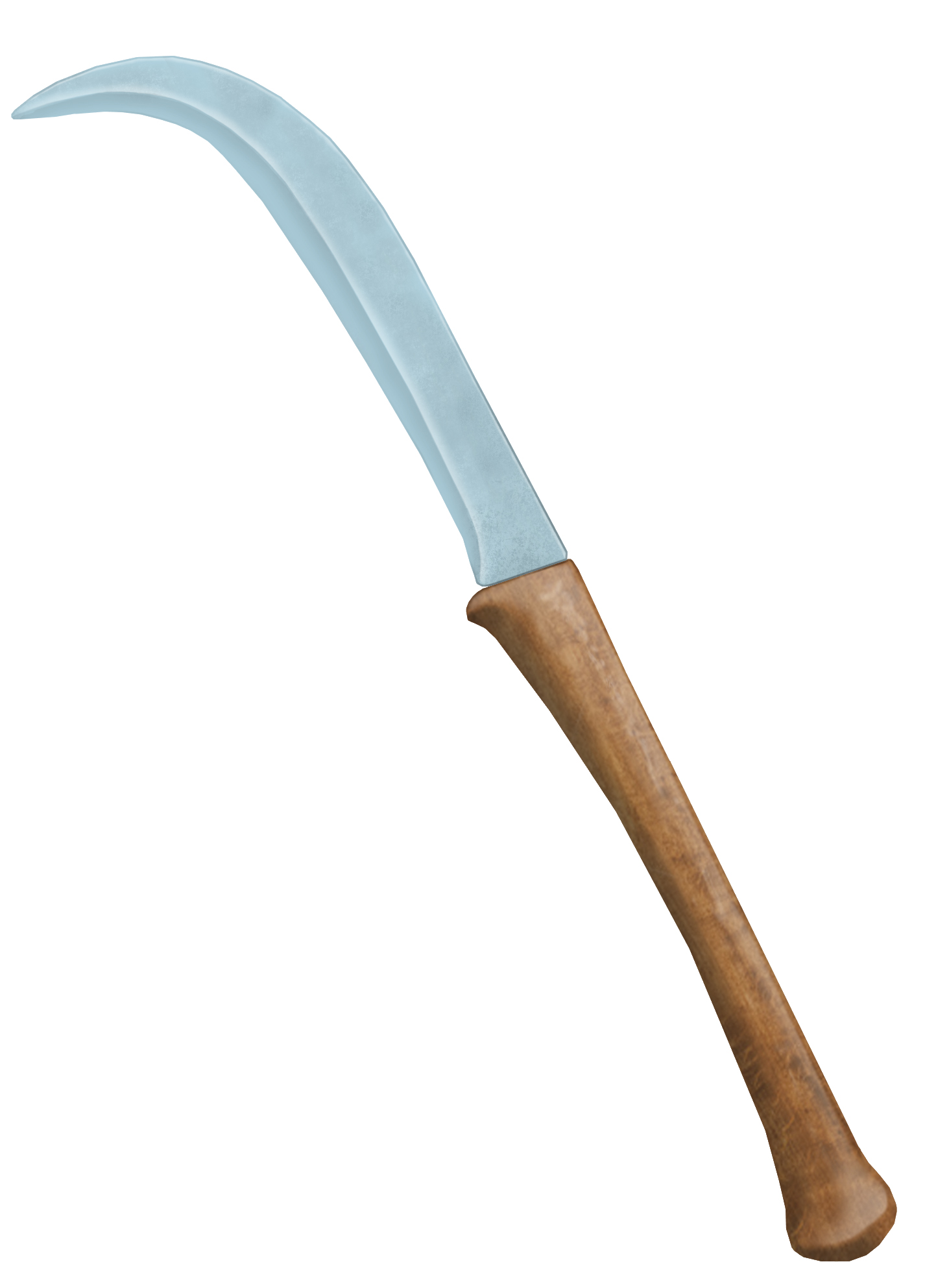
Falce dacica (rievocazione storica)
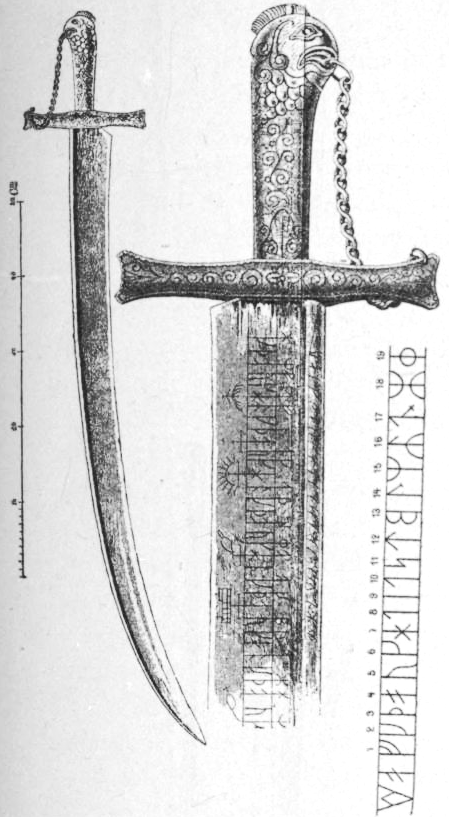
La spada-falce di Thomas Müntzer, XVI secolo - Auguste Frédéric Demmin
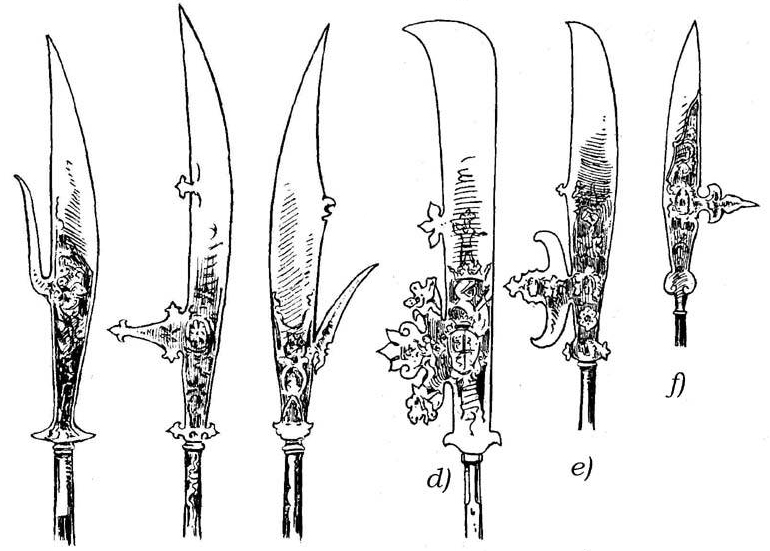
Falcioni rinascimentali e barocchi - Wendelin Boeheim, 1890
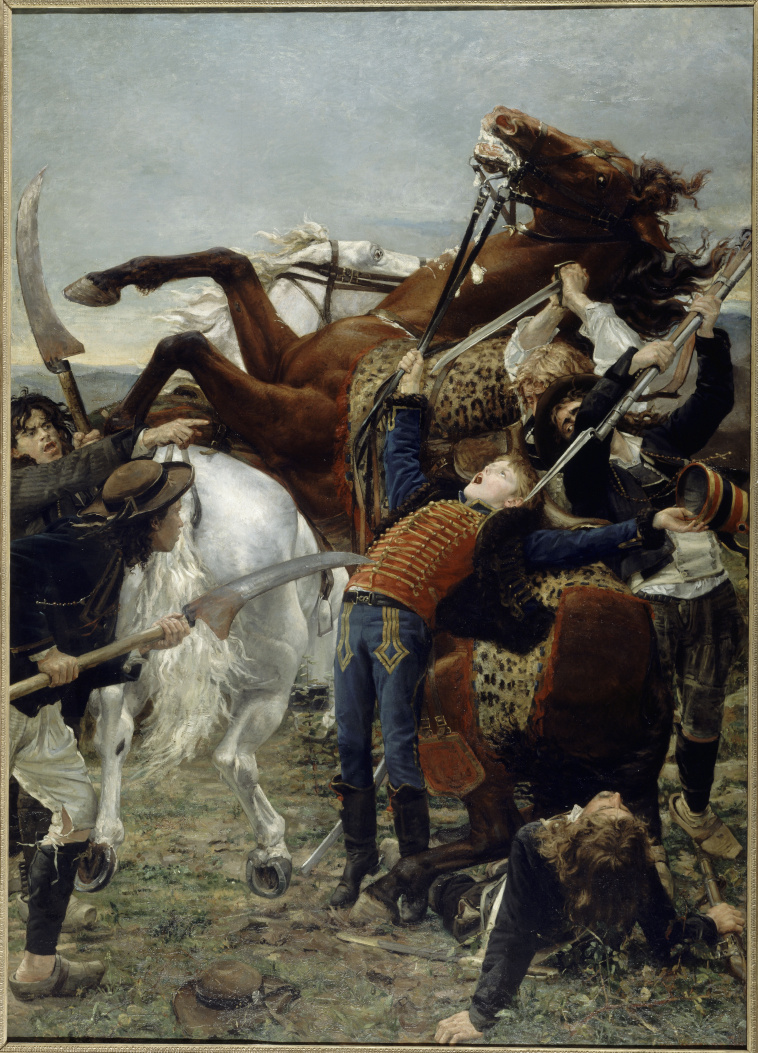
La morte di Bara - Jean-Joseph Weerts, 1880
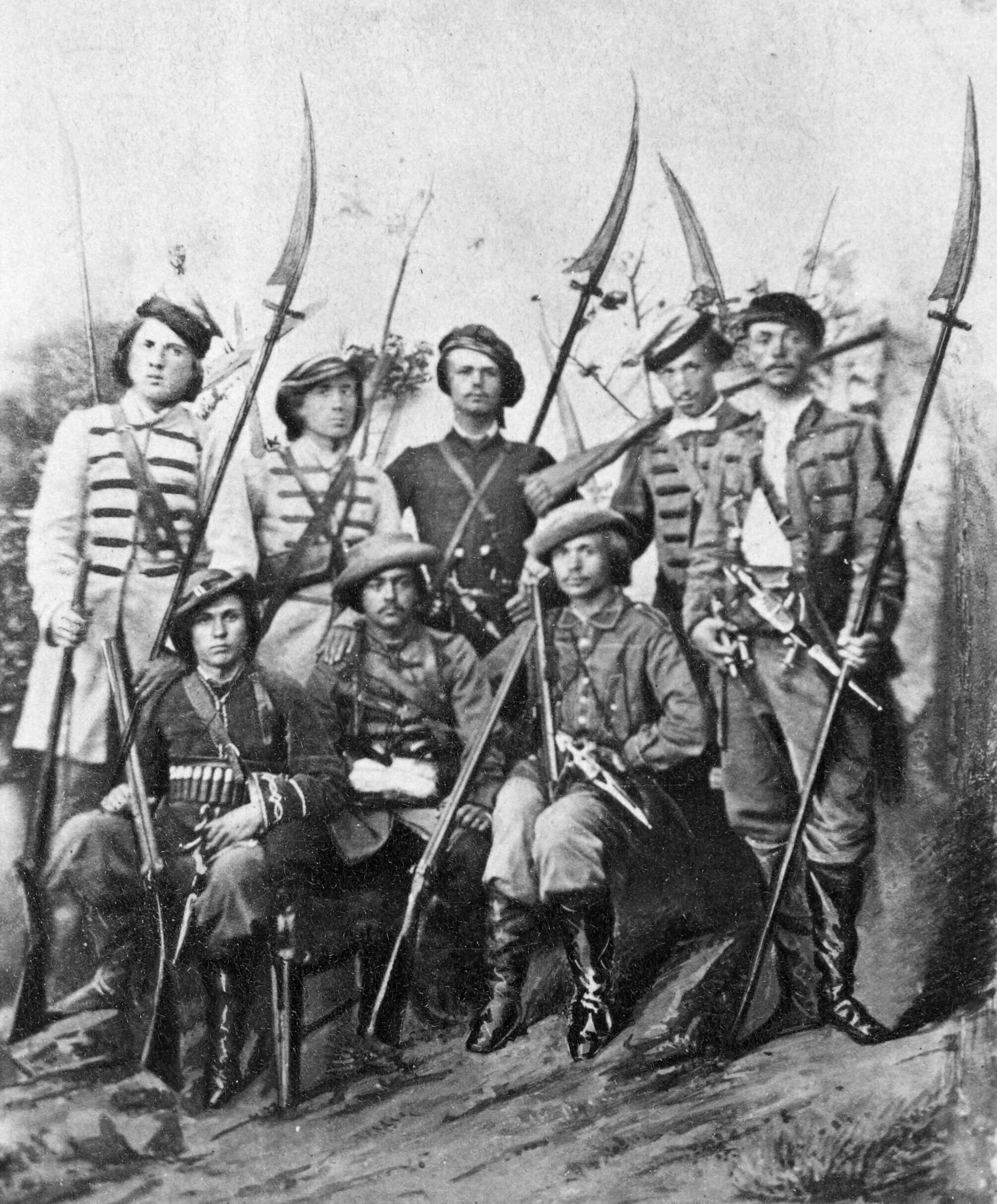
Picchieri armati di falce - Polonia, 1863
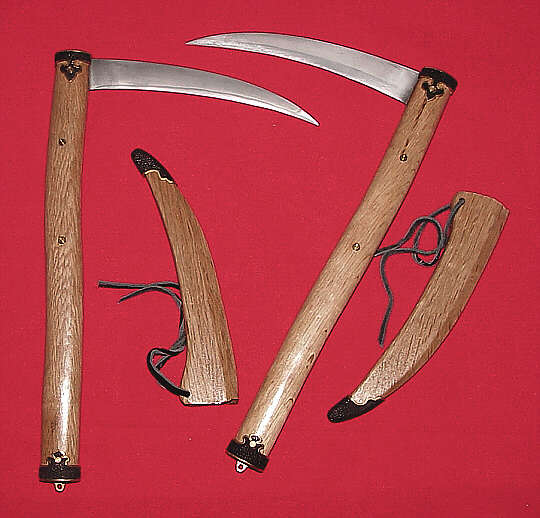
Kama giapponesi

### Fonti
- Comnena, Anna, Alessiade, ed. B. Leib, Parigi, 1937 (libri I-III)-1976 (libro IV)
- Giovenale, Satire
- Ovidio, Metamorfosi
- Senofonte, Anabasi
- Valerio Massimo, Factorum et dictorum memorabilium libri IX, III
- Vegezio, Epitoma rei militaris, IV

### Studi
- Aigner, Chrystian Piotr (1794), Krótka nauka o kosach i pikach
- Wendelin Boeheim (1890), Handbuch der Waffenkunde. Das Waffenwesen in seiner historischen Entwicklung vom Beginn des Mittelalters bis zum Ende des 18 Jahrhunders, Leipzig
- Florescu, F.B. (1965), Das Siegesdenksmal von Adamclisi: Tropaeum Traiani